# Svartgölen (Nydala socken, Småland, 635600-140926)
Svartgölen är en sjö i Värnamo kommun i Småland och ingår i Lagans huvudavrinningsområde.